# ゴンドーシャロレー
ゴンドーシャロレー(Gondo charolais)は、熊本県阿蘇郡南小国町にあるオートキャンプ場である。

## 施設概要
標高900ｍの高所に位置し、阿蘇涅槃像や雲海、夕陽が一望でき、「天空のキャンプ場」として紹介されることもある。

### 利用時間
宿泊施設
チェックインは午後3:00から、チェックアウトは午前11:00から。山小屋コテージとトレーラーハウスがあり、トレーラーハウス希望者は外でバーベキューもできる。
オートキャンプ
チェックインは午後1:00から、チェックアウトは午前11:00まで（デイキャンプの場合は午前10:00から午後3:00の間）。

## オフロードコース
完全クローズドコースであるため、無免許で走行できる。
四駆コース
4WDトライアルコースで、日本4ｘ4トライアル協会が主催する九州地区選手権シリーズ、九州オールスターズやかめかめトライアル企画が主催するかめかめトライアル、かめかめトライアル☆祭☆が行われる。
バイクコース
モトクロス、エンデューロ専用のコースで北九州エンデューロ選手権が行われる。
RCクローラーコース
ラジコンのクローラーロックコース。